# Сверкунья
Сверкунья — река в России, протекает в Судиславском районе Костромской области. Устье реки находится в 95 км по левому берегу реки Андоба напротив деревни Борок. Длина реки составляет 10 км.
Исток реки находится у деревни Подольново в 10 км к северо-западу от Судиславля.

## Данные водного реестра
По данным государственного водного реестра России относится к Верхневолжскому бассейновому округу, водохозяйственный участок реки — Кострома от истока до водомерного поста у деревни Исады, речной подбассейн реки — Волга ниже Рыбинского водохранилища до впадения Оки. Речной бассейн реки — (Верхняя) Волга до Куйбышевского водохранилища (без бассейна Оки).
По данным геоинформационной системы водохозяйственного районирования территории РФ, подготовленной Федеральным агентством водных ресурсов:
- Код водного объекта в государственном водном реестре — 08010300112110000013073
- Код по гидрологической изученности (ГИ) — 110001307
- Код бассейна — 08.01.03.001
- Номер тома по ГИ — 10
- Выпуск по ГИ — 0